# آبشار بورگس
آبشار بورگس (به انگلیسی: Burgess Falls) آبشاری است که در ایالات متحده آمریکا واقع شده و ارتفاع کلی ریزشگاه آن ۱۳۶ فوت (۴۱ متر) است.